# 眞形隆之
眞形 隆之（まがた たかゆき、1972年7月29日 - ）は、日本のゲームクリエイター、企画、ライター。
また一方で、人狼ゲーム、マーダーミステリー (ゲーム)、ＡＲＧ、謎解き制作の活動をしている。

## 来歴
東京都出身。
株式会社徳間書店インターメディア『ファミリーコンピュータマガジン』編集部にてライター担当。メディア企画室にて『ぷよぷよ』『魔導物語 はなまる大幼稚園児』『リトルマスター』『ラブクエスト』などのゲーム制作に参加。
株式会社ロコモーション (企業)（テリー伊藤社長）にて、テレビ東京『浅草橋ヤング洋品店』、TBS『素敵な恋をしてみたい』、日本テレビ『とんねるずの生でダラダラいかせて!!』、TBS『所印の車はえらい』の番組制作に携わる。
その後、株式会社CB's PROJECT（成沢大輔社長）にて、『ダービースタリオン全書』『ダビスタマガジン』『ベストプレープロ野球全書』を担当。
フリーライターとして『モンスターハンター2ndG 公式ガイドブック』『J.LEAGUEプロサッカークラブをつくろう!パーフェクトガイド』などのゲーム攻略本を執筆。
ゲーム攻略本以外にも、学研『科学と学習』『大人の科学マガジン』編集執筆、SOFTBANK MOOK『iPhone3G magazine』編集執筆、朝日新聞社『AERA SEX REPORT 浮気をしたことがありますか。感じたフリをしたことがありますか。』編集、アダム徳永『スローセックス』映像プロデュース、『Myソニーメールマガジン』編集執筆、『東京ヴェルディ公式マッチプログラム』編集執筆、『西武ライオンズ公式マッチプログラム』編集執筆、ファイティングオペラ『ハッスル (プロレス)』モバイルサイト制作、パフォーマンスバトル『RING』制作、女子プロレス団体『スターダム』アートディレクター、SCRAP『リアル脱出ゲーム』謎解き問題制作などジャンルを問わず、多岐にわたって様々な分野のコンテンツに携わる。元株式会社ミクシィ次世代エンターテインメント室。
2014年、人狼ゲームイベントアルティメット人狼を開催。

2016年、スクウェア・エニックス『予言者育成学園 Fortune Tellers Academy』の問題制作責任者。

2017年、第1回たほいや甲子゛園のイベントを開催

2020年、『Project COLD』の謎解き担当。

2021年、『マーダー★ミステリー 〜探偵・斑目瑞男の事件簿〜』番組企画、舞台企画、ゲーム監修担当。

2022年、『検索クイズ ヒラメキちゃんとケンサクくん（ポプラ社）』執筆。

2023年、『舞台「LIAR GAME murder mystery」』企画・脚本。

## 作品
ゲーム
- 予言者育成学園 Fortune Tellers Academy（スマホアプリ/2016年）：問題制作責任者
- ブルーホールミステリー（マーダーミステリー/2022年）
- ZUTOMAYO CARD -THE BATTLE BEGINS- （ずっと真夜中でいいのに カードゲーム/2022年）：ゲームデザイン

テレビ番組
- マーダー★ミステリー 〜探偵・斑目瑞男の事件簿〜（2021年）：番組企画、ゲーム監修

舞台
- アルティメット人狼（2014年）：主宰
- 舞台版 マーダー★ミステリー 〜探偵・斑目瑞男の事件簿〜（2021年）：番組企画、ゲーム監修
- 舞台 LIAR GAME murder mystery：企画・脚本

本
- ダービースタリオン全書（アスキー/1997）：編集執筆
- ダビスタマガジン（メディアファクトリー/1997年）：編集
- ベストプレープロ野球全書（アスキー/1999年）：編集執筆
- 大人の科学マガジン（学研/2003年）：編集執筆
- 団地っ子の同窓会（東邦出版/2005年）：執筆
- AERA SEX REPORT 浮気をしたことがありますか。感じたフリをしたことがありますか。（朝日新聞社/2011年）：編集
- 検索クイズ ヒラメキちゃんとケンサクくん（ポプラ社/2022年）：執筆

その他コンテンツ
- Project COLD（2020年）：謎解き制作担当